# Unión Deportiva Montijo
La Unión Deportiva Montijo es un club de fútbol de  la localidad de Montijo (Badajoz), Extremadura.
Fue fundado en 1973, con antecedentes en 1922, juega actualmente en Tercera Federación - Grupo XIV

## Historia
Según las crónicas y entrevistas realizadas a los primeros aficionados y jugadores, se fundó el año 1922 de la mano de unos jóvenes el Club Deportivo Montijo y que es antecesor del actual U.D. Montijo. En la actualidad el club cuenta con 13 equipos y más de 220 jugadores.
El C. D. Montijo lograría jugar en la Tercera División las temporadas 1954-55 y 1955-56 ocupando en ambas temporadas el último puesto de la tabla. Tras esto no sería hasta la temporada 1977-78, ya como U. D. Montijo, cuando el equipo montijano lograría volver a la Tercera División. Aquel mismo año debutaría en la Copa del Rey ante el Rayo Vallecano, quedando eliminado el conjunto extremeño tras un contundente global de 1-9.
Más tarde volvería a Tercera División en 1980, volviendo a descender esa misma temporada. En su vuelta a la Regional Preferente lograría acabar la liga como primero ascendiendo de nuevo a la Tercera División, manteniéndose en la categoría hasta la temporada 1993-94 donde tras acabar decimoctavo desciende.
Años después volvería a Tercera División entre el 1996 y el 1998 y más tarde entre el 2000 y el 2004. Posteriormente no volvería a las categorías nacionales hasta 2016 cuando lograría ascender una vez más.
En la quinta temporada consecutiva en Tercera División lograría finalizar la primera fase como líder de su grupo clasificándose para la fase de ascenso a Segunda División RFEF, que finalizaría en segunda posición, ascendiendo así de categoría.
El conjunto extremeño debutaría en la Segunda División RFEF el 5 de septiembre de 2021 ante Las Palmas Atlético en un encuentro que se llevaría el equipo canario tras vencer por 0 a 1. La primera victoria llegaría en la segunda jornada donde el equipo vencería 1-2 a la U. D. San Fernando.

## Denominaciones
- Club Deportivo Montijo (1922-1973)
- Unión Deportiva Montijo (1973-)

## Trayectoria
| Temporada | División   | Puesto | Copa del Rey |
| --------- | ---------- | ------ | ------------ |
| 1922–1950 | Regional   | —      |              |
| 1950–51   | 1ª Reg.    | 1º     |              |
| 1951–52   | 1ª Reg.    | 6º     |              |
| 1952–53   | 1ª Reg.    | 3º     |              |
| 1953–1974 | Regional   | —      |              |
| 1974–75   | 1ª Reg.    | 1º     |              |
| 1975–76   | Reg. Pref. | 6º     |              |
| 1976–77   | Reg. Pref. | 4º     |              |
| 1977–78   | 3.ª        | 19º    | 1ª Ronda     |
| 1978–79   | Reg. Pref. | 3º     |              |
| 1979–80   | Reg. Pref. | 2º     |              |
| 1980–81   | 3.ª        | 17º    |              |
| 1981–82   | Reg. Pref. | 1º     |              |
| 1982–83   | 3.ª        | 20º    |              |
| 1983–84   | 3.ª        | 8º     |              |
| 1984–85   | 3.ª        | 7º     |              |
| 1985–86   | 3.ª        | 4º     |              |
| 1986–87   | 3.ª        | 7º     | 3ª Ronda     |
| 1987–88   | 3.ª        | 6º     |              |
| 1988–89   | 3.ª        | 11º    |              |

| Temporada | División   | Puesto | Copa del Rey |
| --------- | ---------- | ------ | ------------ |
| 1989–90   | 3.ª        | 12º    |              |
| 1990–91   | 3.ª        | 9º     |              |
| 1991–92   | 3.ª        | 7º     |              |
| 1992–93   | 3.ª        | 11º    | 1ª Ronda     |
| 1993–94   | 3.ª        | 18º    |              |
| 1994–95   | Reg. Pref. | 4º     |              |
| 1995–96   | Reg. Pref. | 2º     |              |
| 1996–97   | 3.ª        | 11     |              |
| 1997–98   | 3.ª        | 20º    |              |
| 1998–99   | Reg. Pref. | 3º     |              |
| 1999–2000 | Reg. Pref. | 1º     |              |
| 2000–01   | 3.ª        | 16º    |              |
| 2001–02   | 3.ª        | 12º    |              |
| 2002–03   | 3.ª        | 12º    |              |
| 2003–04   | 3.ª        | 19º    |              |
| 2004–05   | Reg. Pref. | 4º     |              |
| 2005–06   | Reg. Pref. | 5º     |              |
| 2006–07   | Reg. Pref. | 8º     |              |
| 2007–08   | Reg. Pref. | 14º    |              |
| 2008–09   | Reg. Pref. | 8º     |              |

| Temporada | División   | Puesto  | Copa del Rey |
| --------- | ---------- | ------- | ------------ |
| 2009–10   | Reg. Pref. | 11º     |              |
| 2010–11   | Reg. Pref. | 6º      |              |
| 2011–12   | Reg. Pref. | 5º      |              |
| 2012–13   | Reg. Pref. | 13º     |              |
| 2013–14   | 1ª Reg.    | 4º      |              |
| 2014–15   | Reg. Pref. | 7º      |              |
| 2015–16   | Reg. Pref. | 1º      |              |
| 2016–17   | 3.ª        | 11º     |              |
| 2017–18   | 3.ª        | 10º     |              |
| 2018–19   | 3.ª        | 15º     |              |
| 2019–20   | 3.ª        | 15º     |              |
| 2020–21   | 3.ª        | 1º / 2º |              |
| 2021–22   | 2ª RFEF    | 9º      | 1ª Ronda     |
| 2022–23   | 2ª Fed     | 12º     |              |
| 2023–24   | 2ª Fed     | 20º     |              |

- 3 Temporadas en Segunda Federación
- 26 Temporadas en Tercera División[7]

## Uniforme
- Uniforme titular: camiseta roja, pantalón negro y medias negras.
- Uniforme alternativo: camiseta blanca con detalles rojos, pantalón rojo con detalles blancos y medias verdes.
- Patrocinador Principal: Pinmader
- Marca Deportiva:  Nike